# Dunajek Mały
Dunajek Mały (Duits: Klein Duneyken; 1938-1945: Klein Duneiken) is een plaats in het Poolse woiwodschap Ermland-Mazurië, in het district Gołdapski. De plaats maakt deel uit van de stad- en landgemeente Gołdap.